# Vaceuchelus
Vaceuchelus là một chi ốc biển, là động vật thân mềm chân bụng sống ở biển trong họ Chilodontidae.

## Các loài
Các loài trong chi Vaceuchelus gồm có:
- Vaceuchelus abdii Poppe, Tagaro & Dekker, 2006[2]
- Vaceuchelus ampullus (Tate, 1893)
- Vaceuchelus angulatus (Pease, 1867)
- Vaceuchelus cavernosus (Sowerby, 1905)
- Vaceuchelus clathratus (A. Adams, 1853)
- Vaceuchelus delpretei (Caramagna, 1888)
- Vaceuchelus favosus (Melvill & Standen, 1896)
- Vaceuchelus foveolatus (A. Adams, 1853)
- Vaceuchelus ludiviniae Poppe, Tagaro & Dekker, 2006[3]
- Vaceuchelus natalensis (E.A. Smith, 1906)
- Vaceuchelus pagoboorum Poppe, Tagaro & Dekker, 2006[4]
- Vaceuchelus profundior (May, 1915)
- Vaceuchelus roseolus (G. Nevill & H. Nevill, 1869)
- Vaceuchelus saguili Poppe, Tagaro & Dekker, 2006[5]
- Vaceuchelus scrobiculatus (Souverbie, 1866)
- Vaceuchelus semilugubris (Deshayes, 1863)
- Vaceuchelus vallesi Poppe, Tagaro & Dekker, 2006[6]
- Vaceuchelus vangoethemi Poppe, Tagaro & Dekker, 2006[7]